# Д’Идевиль, Анри Амеде Лелорнь
Анри Амеде Лелорнь, граф д’Идевиль (фр. Henry-Amédée Lelorgne, comte d’Ideville; 16 июля 1830, замок Сона́ (фр. Château de Saulnat), ныне коммуна Шамбарон-сюр-Морж, департамент Пюи-де-Дом — 15 июня 1887) — французский дипломат и мемуарист. Сын Луи д’Идевиля.
Более десятилетия состоял на дипломатической службе, находясь в 1859—1862 годах в составе французской миссии в Сардинском королевстве, затем в 1862—1866 годах в составе французского посольства в Риме при Папском престоле. В 1866 году был возведён в графское достоинство папой Пием IX. Затем короткое время исполнял дипломатические обязанности в Дрездене и наконец в 1867—1868 годах работал на посту секретаря посольства Франции в Афинах, где ему довелось быть правой рукой Жозефа Гобино. В 1873—1874 годах был префектом города Алжир.
Выйдя в отставку, занялся литературно-публицистической деятельностью. Опубликовал в 1874 году книгу «Пьемонтцы в Риме. 1867—1870» (фр. Les Piémontais à Rome; английский перевод 1875, итальянский перевод 1982), составленную из писем к нему двух неназванных французских дипломатов, в которых рассказывалось, в частности, о попытке захвата Рима войсками Джузеппе Гарибальди в 1867 году и о взятии Рима войсками Итальянского королевства в 1870 году. В 1872—1875 годах вышли тремя выпусками собственные заметки д’Идевиля под общим названием «Дневник одного дипломата» (фр. Journal d’un diplomate). Во всех этих книгах Идевиль занимал консервативную позицию, осуждая действия гарибальдийцев и сардинцев по объединению Италии и умаление папской власти.
Помимо дипломатических тем имя Идевиля оказалось в центре общественного внимания в 1872 году, когда парижская пресса обсуждала убийство молодым аристократом своей жены, которую он застал в объятиях любовника: Идевиль опубликовал в газете статью о необходимости прощать женщине измену и помогать ей вернуться на путь истинный, и в качестве ответа на эту статью Александр Дюма-сын издал книгу «Мужчина-женщина» (фр. L'homme-femme, réponse à M. Henri d'Ideville), в которой на 177 страницах доказывал, что убить изменившую жену можно и должно.
В 1880-е годы Идевиль занимался изучением биографии маршала Бюжо, выпустив три тома, основанные в значительной степени на переписке и неопубликованных материалах. Кроме того, Идевиль опубликовал сборник воспоминаний об археологе и политике Шарле Бёле, иллюстрированный том «Замки моего детства» (фр. Les châteaux de mon enfance; 1884) с описанием десяти замков Оверни и др.